# 巴塔克角

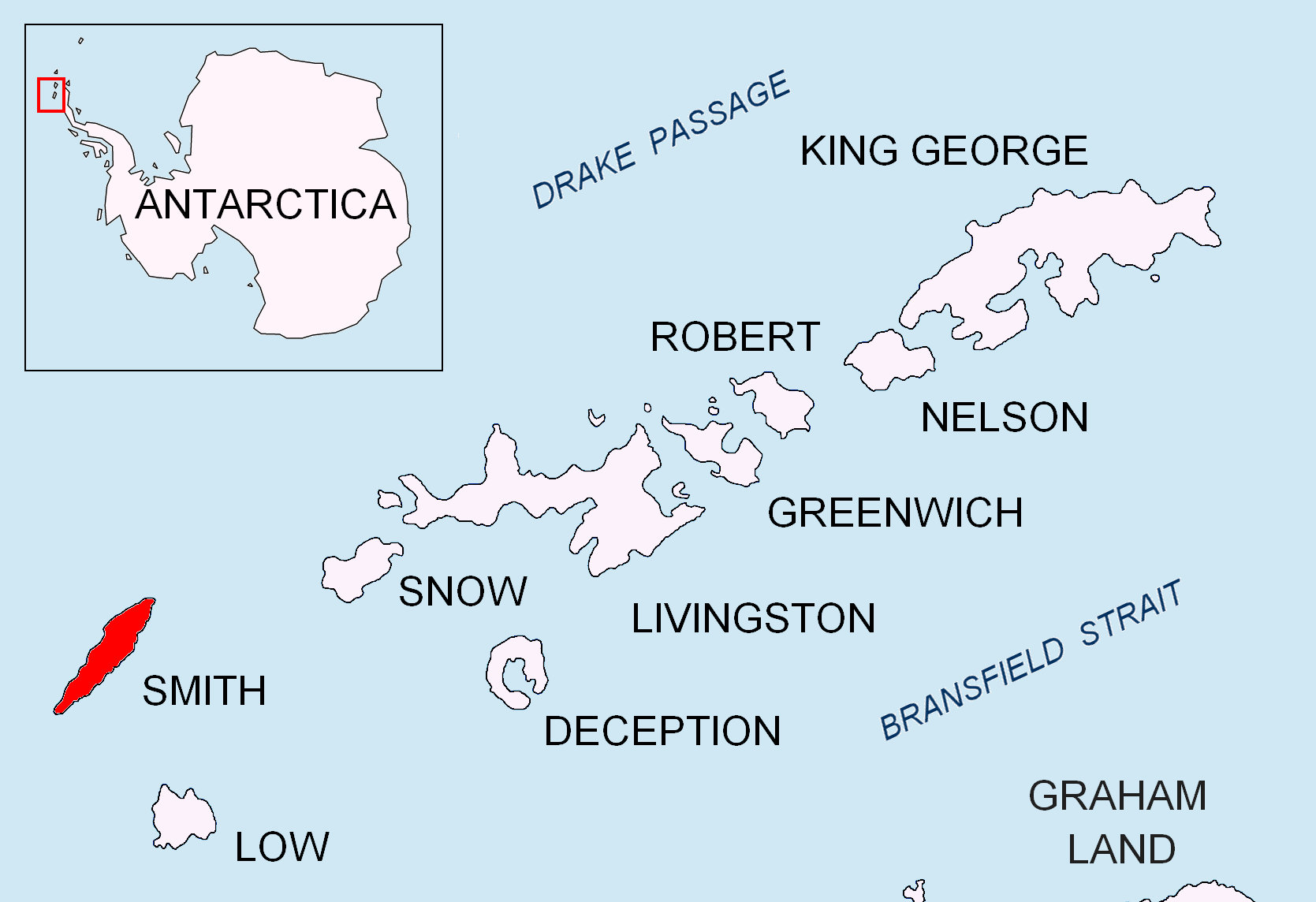

巴塔克角是南極洲的海岬，位於南設得蘭群島的史密斯島西北岸，處於詹姆士角東北面7公里、利斯塔角西南面2.5公里、奧爾加納峰西南面1.7公里。
63°02′30.2″S 62°39′26″W / 63.041722°S 62.65722°W

## 外部連結
- SCAR Composite Antarctic Gazetteer（页面存档备份，存于）